# Steirastoma meridionale
Steirastoma meridionale là một loài bọ cánh cứng trong họ Cerambycidae.